# Teobaldo I de Navarra
Teobaldo I de Navarra (30 de maio de 1201–Pamplona, 8 de julho de 1253), cognominado o Trovador e o Póstumo, foi conde de Champanhe (como Teobaldo IV) desde seu nascimento e rei de Navarra a partir de 1234.

## Governo de Champanhe

### Período regencial
O pai de Teobaldo, Teobaldo III de Champanhe, havia morrido quando ele nasceu e sua mãe, Branca de Navarra, governou o condado como regente até que Teobaldo tivesse vinte e dois anos, em 1222. Ele foi um troveiro notável, e muitas de suas canções sobreviveram, inclusive algumas com música.
A primeira metade da vida de Teobaldo foi atormentada por uma série de dificuldades. Seu tio, Henrique II de Champanhe, deixou, ao morrer, uma grande dívida, que estava longe de ser quitada quando o pai de Teobaldo morreu. Além disso, o direito de Teobaldo à sucessão era ameaçado pela filha de Henrique, Filipa de Champanhe, e pelo esposo dela, Erardo de Brienne, senhor de Ramerupt e de Venizy, um dos nobres mais poderoso de Champanhe.
O conflito com Erardo e Filipa se tornou aberto em 1215, e não foi resolvido até que Teobaldo atingisse a maioridade, em 1222. Nessa época, ele comprou os direitos deles por um pagamento monetário significante. Alguns anos depois, em 1234, ele teve que gastar ainda mais para comprar a irmã mais velha de Filipa, Alice, esposa do rei Hugo I de Chipre. O acordo de 1222 não acabou com os problemas de Teobaldo, pois, nos anos seguintes, ele teve que enfrentar a oposição do rei Luís VIII da França.

### Conflito com a coroa
Quando Luís VIII morreu, a situação política de Teobaldo era difícil: ele abandonara o rei em suas campanhas, havia rumores de que ele o envenenara, e foi impedido de assistir à coroação de Luís IX. No início da regência de Branca de Castela, ele tinha abandonado uma conspiração contra o rei francês, a qual também incluía Hugo Lancelote de Lusignan e Pedro Mauclerc, e estabeleceu uma relação forte com a regente. Muitos fazem alusão a um possível amor por Branca, e ele escreveu uma homenagem poética para ela. Ele se tornou tão influente na corte que os outros nobres se ressentiram dele e começaram uma rebelião, em 1229.
O primeiro cronista a reportar os rumores sobre um caso amoroso entre Teobaldo e a rainha Branca foi Rogério de Wendover. Este afirma que Teobaldo, atormentado de amor pela rainha, tentou envenenar o rei Luís VIII no cerco a Avinhão. Mateus de Paris acrescenta um conto de que os nobres franceses aguilhoaram o jovem rei Luís IX a desafiar Teobaldo a um duelo para vingar a morte de seu pai, mas que Branca impediu o confronto.
Nos anos seguintes, todavia, ele entrou em conflito com o jovem Luís IX, que liderou uma invasão a Champanhe por um grupo de barões franceses. Eles saíram à custa de mais despesa e de privação em Champanhe. Para se acertar com Alice, Teobaldo teve que vender sua soberania sobre os condados de Blois, de Sancerre e de Chateaudun ao rei.

## Governo de Navarra
Teobaldo experimentou uma reversão de sua sorte em 1234, quando sucedeu seu tio Sancho VII como rei de Navarra. Apesar de o testamento de Sancho ter nomeado Jaime I de Aragão como herdeiro, os navarros o ignoraram e elegeram Teobaldo, filho da irmã de Sancho. Teobaldo estava em Pamplona na época da morte de seu tio e imediatamente afirmou as leis do reino. Isto aumentou imensamente seus recursos (sem mencionar seu prestígio), e os anos restantes de seu governo foram muito mais pacíficos e prósperos.

### Política interna e externa
Como rei, Teobaldo fez acordos com as coroas de Castela e de Aragão, e com o reino da Inglaterra. Ele confiou a maioria dos aspectos do governo a nobres de Champanhe e dividiu Navarra em quatro novos distritos com base em funções fiscais e na manutenção da ordem pública. Ele começou a codificação da lei no Cartulario Magno e compilou as tradições navarras conhecidas como o Fuero General.
Para ganhar o apoio de Castela, ele acordou o matrimônio de sua filha Branca com o infante Afonso, futuro rei Afonso X. Neste acordo de casamento, Fernando III de Leão oferecia as terras de Guipúzcoa pela tempo de vida de Teobaldo, mas não as de Álava, as quais os monarcas navarros havia muito reivindicavam. Mas, com Guipúzcoa, ele teria obtido acesso ao Mar Cantábrico. Este acordo não foi efetivado, porém, uma vez que isto significava a incorporação de Navarra como feudo de Castela. No ano seguinte, Teobaldo prometeu sua filha Branca ao duque João I da Bretanha, filho de seu aliado cruzado próximo, Pedro I da Bretanha.

### Cruzada de 1238
Em 1238, Teobaldo dirigiu um grupo de cruzados à Terra Santa. Militarmente, sua cruzada não foi gloriosa. Ele passou muito tempo se divertindo na prazerosa Acre (onde ele escreveu um poema para sua esposa) antes de ir para Ascalão, onde ele começou a construção de um castelo. Ele lutou em duas batalhas pequenas, sendo uma ligeira vitória, e a outra, um desastre. Ele negociou com os aiúbidas de Damasco e do Egito e finalizou um tratado com os últimos contra os primeiros pelo qual o reino de Jerusalém reconquistou a própria Jerusalém, junto com Belém, Nazaré e a maior parte da região da Galileia com castelos templários como Belfort. Algumas fontes da época até dão a entender que toda a terra entre o rio Jordão e o Mediterrâneo foram devolvidas aos cruzados. É discutível quanto o sucesso final da cruzada (a mais bem sucedida desde a primeira em termos territoriais) foi atribuído às intenções de Teobaldo quanto foi fortuito. Ele voltou da Palestina no fim de 1240, antes de Ricardo da Cornualha chegar, pois ele não desejava estar presente durante mais discussões sobre a liderança e a direção da empreitada.

### Anos finais e conflito com a Igreja
Teobaldo passou a maior parte do restante de seu reinado viajando entre Navarra e Champanhe. Ele estava de mal com o bispo de Pamplona, Pedro Jiménez de Gazólaz, que realizou um sínodo provincial, em 1250, para excomungá-lo. Ele se negou a responder aos tribunais papais, mas Inocêncio IV lhe concedeu o privilégio dos reis: ninguém poderia excomungá-lo com exceção da Santa Sé.
Teobaldo morreu em Pamplona, aos 52 anos, ao voltar de uma visita a Champanhe. Seu corpo foi sepultado na catedral de Pamplona.

## Casamento e descendência
Teobaldo casou três vezes. Seu primeiro casamento, em 1 de Maio de 122], com Gertrude de Dragsburgo, viúva de Teobaldo I da Lorena, terminou em divórcio, em 1222, devido à consanguinidade, quando ele se tornou de maior idade e não gerou descendência. 
Nesse ano, casou com Inês de Beaujeu, filha de Guicardo IV de Beaujeu, senhor de Beaujeu e de Sibila de Hainaut. Este matrimónio produziu uma filha:
1. Branca de Navarra (1226 - Hédé, 11 de Agosto de 1283), casada, em 1236, com João I da Bretanha.

Contudo, Teobaldo e Inês de Beaujeu separaram-se em 1227. Com a morte desta, em 11 de julho de 1231, Teobaldo contraiu seu terceiro matrimônio, em 12 de setembro de 1232, com Margarida de Bourbon-Dampierre, filha de Archambaud VIII de Bourbon, senhor de Bourbon e de Alice de Forez, com quem teve seis filhos:
1. Leonor (n. 1233), morreu jovem;
2. Teobaldo II de Navarra (1239- 4 de Dezembro de 1270), casou em 1255 com Isabel de França, princesa de França, filha de Luís IX de França. Foi sucessor de seu pai.
3. Margarida de Navarra (1240-1307), casada, em 1255, com Frederico III da Lorena;
4. Pedro de Navarra (m. 1265), senhor de Muruzábal;
5. Beatriz de Navarra (1242-1295), casada, em 1258, com Hugo IV, Duque da Borgonha;
6. Henrique I de Navarra (1245-1274) casou em 1269 com Branca de Artésia, filha do conde Roberto I de Artésia e de Matilde de Brabante. Foi sucessor de seu irmão mais velho.

Teobaldo também teve vários filhos ilegítimos. De sua relação com Marquesa Lopes de Rada, filha de Lope Dias de Rada e de Brunisen de Narbona, teve a:
1. Marquesa de Navarra, a esposa de Pedro Fernandez de Hijar, filho ilegítimo do rei Jaime I de Aragão.[1]

Também teve a:
1. Inês de Navarra casada com Álvaro Peres de Azagra, 4º senhor de Albarracín.[2] Uma filha deste casamento, Teresa Álvares de Azagra, foi senhora de Albarracín e a esposa de João Nunes I de Lara,[3] e a outra filha, Elfa Álvares de Azagra casou com Jaime I de Jérica, filho ilegítimo do rei Jaime I de Aragão[2]